# International Token Identification Number
Die International Token Identification Number (ITIN) ist ein offener Marktstandard für die sichere Identifizierung von kryptografischen Token und deren Verwendung in DeFi und NFTs über Blockchains hinweg. Seine Umsetzung soll die Transparenz erhöhen und die operationellen Risiken verringern.
Sie wird von der International Token Standardization Association (ITSA) auf Antrag vergeben. Mittlerweile wurden über 9000 ITINs vergeben.
Es handelt sich um eine Zeichenkette im Format „AAAA-AAAA-9“.
Beispiele:
- Bitcoin: DXVP-YDQC-3
- Ethereum: 979K-JJQ2-7
- Tether (Ethereum): 31R2-5SHC-9

Die ITIN kann über die Tokenbase der ITSA ermittelt werden.